# Psorophora pilipes
Psorophora pilipes är en tvåvingeart som först beskrevs av Macquart 1834.  Psorophora pilipes ingår i släktet Psorophora och familjen stickmyggor. Inga underarter finns listade i Catalogue of Life.